# Grüne Peitschennatter

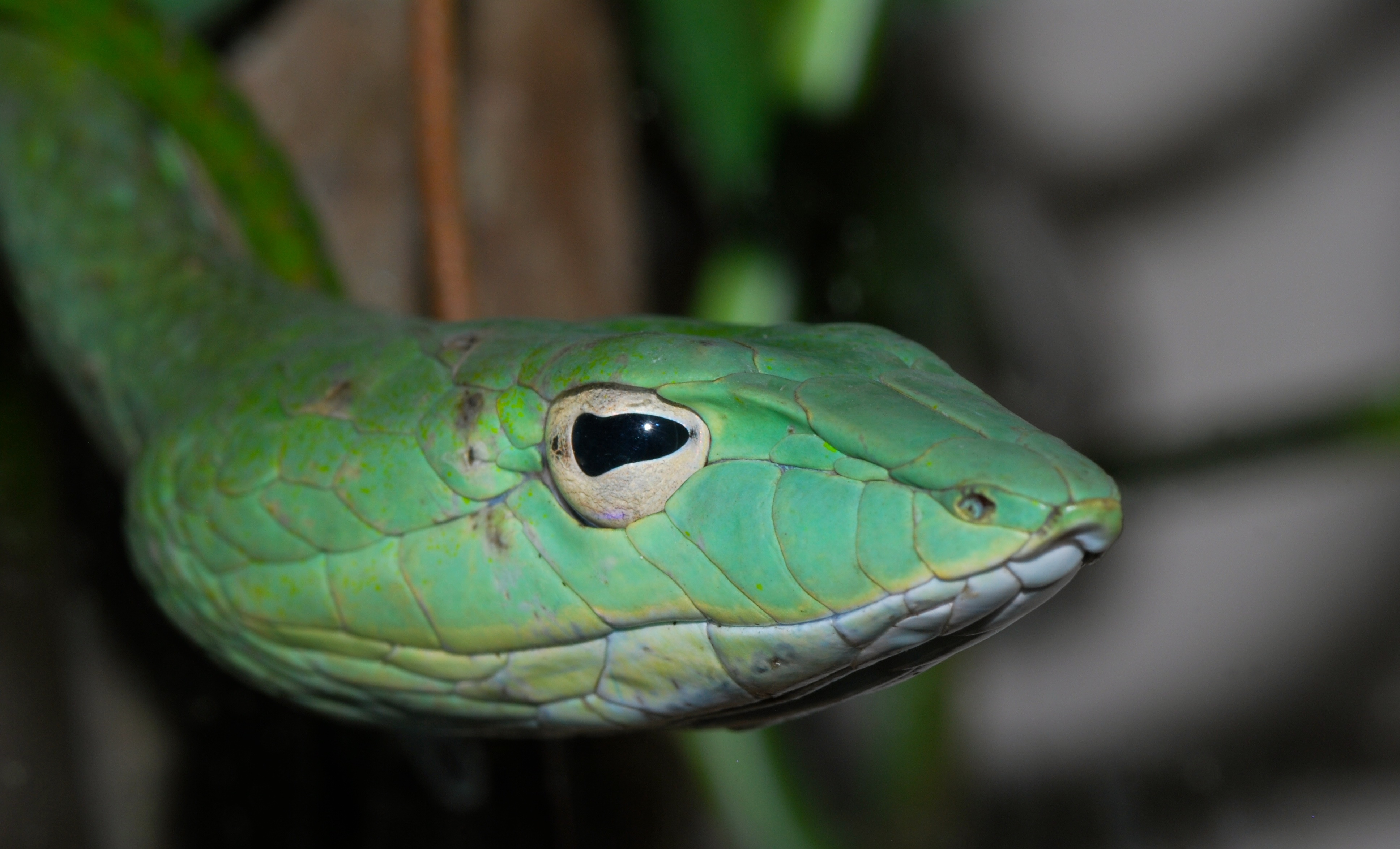
Schlüssellochförmige Pupille von Ahaetulla prasina.

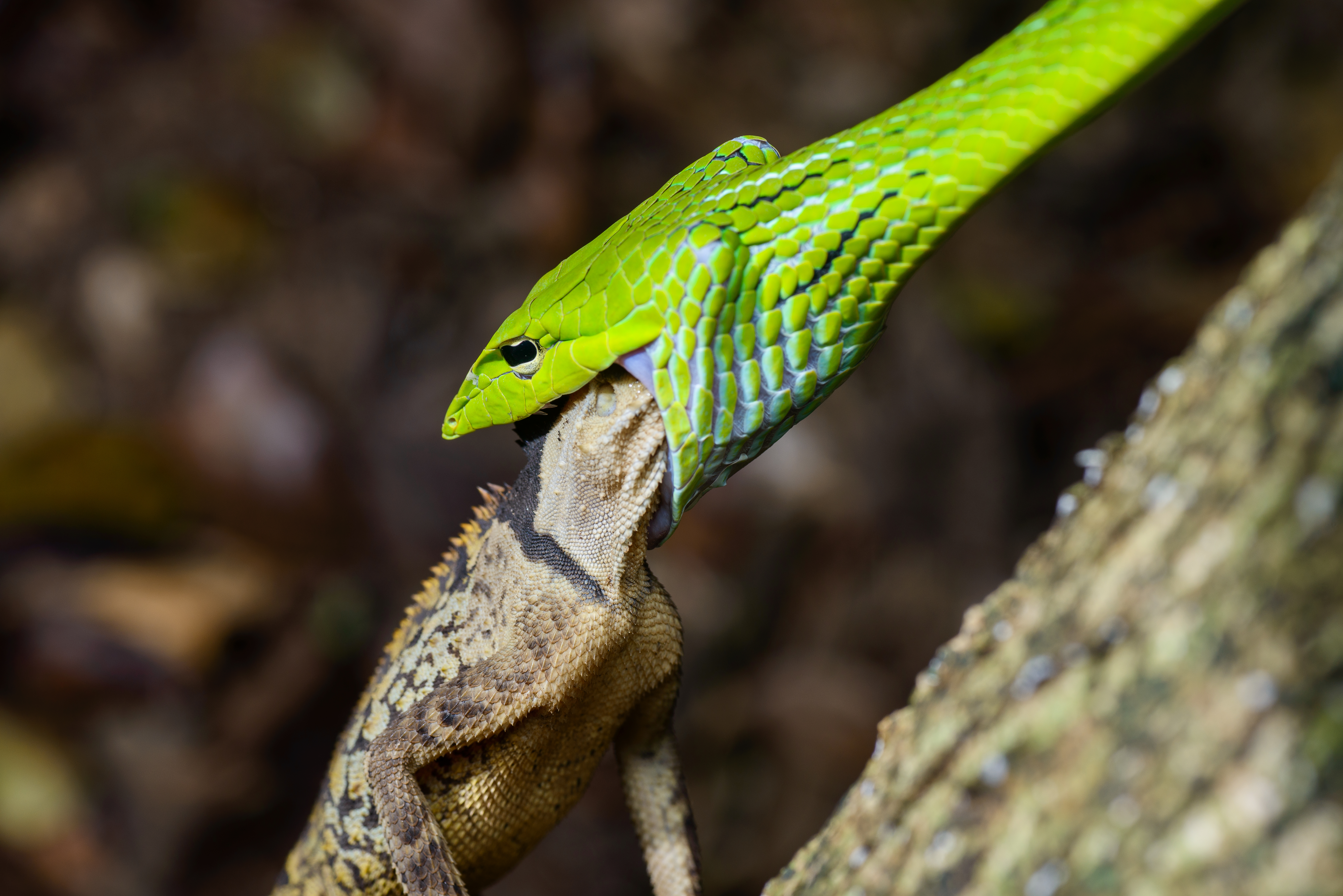
Eine Peitschennatter mit Beute (Acanthosaura crucigera)

Die Grüne Peitschennatter (Ahaetulla prasina), auch als Grüner Baumschnüffler oder kurz Baumschnüffler bezeichnet, ist eine in Südasien und Südostasien vorkommende Schlangenart. Sie gehört zur Familie der Nattern. Sie ernährt sich von Wirbeltieren wie zum Beispiel Eidechsen, Vogelbrut, Fröschen und von anderen Schlangen.

## Merkmale
Die Grüne Peitschennatter wird bis zu 1,90 m lang. Sie hat waagerechte, schmale, schlitzförmige Pupillen; ein dreieckiges Gesicht und einen extrem schlanken Körper von dem der Kopf deutlich abgesetzt ist. Die Farbe variiert von hellbraun bis matt gelb-grün und grün. Entlang der Seiten trägt sie eine dünne blasse Linie. Die Art hat 15 dorsale Schuppenreihen, 189 bis 241 Bauchschuppen (Ventralschilde) und zwischen 141 und 199 geteilte Subcaudalia. Das Analschild ist gewöhnlich geteilt.
Sie ist ovovivipar und bringt 1 bis 12 lebende Junge zur Welt, die von bräunlicher Farbe und etwa 40 cm lang sind.
|  |  |  |
|  |  |  |

## Lebensraum
Ahaetulla prasina kommt vom Flachland bis in eine Höhe von 1370 m vor. Erwachsen sind die Tiere hauptsächlich Baumbewohner, Jungtiere sind bei der Futtersuche auch am Boden anzutreffen. Die Art ist immer in dichter Vegetation zu finden. Sie bewohnt tropische Regenwälder, aber auch offene und sekundäre Wälder, Buschland und Bäume und Hecken in Gärten.

## Das Gift
Die Schlange ist eigentlich harmlos und versucht nur selten zu beißen. Ihr Gift ist schwach, es besteht aus Enzymen. Wenn diese oxidieren, setzen sich toxische Stoffe frei, die leichte kardiologische oder neurologische Schäden verursachen können. Siehe hierzu auch Trugnattern.

## Gefährdung und Schutz
Die Weltnaturschutzunion (IUCN) stuft die Art als nicht gefährdet (least concern) ein und ihren Populationstrend als stabil. Sie kommt in einigen Schutzgebieten vor. Die Art wird für den Heimtierhandel gesammelt. In Vietnam wird sie zudem für die Herstellung von Schlangenschnaps verwendet.
Die Grüne Peitschennatter ist im „Anhang D“ der Verordnung (EG) Nr. 338/97 (Artenschutzverordnung) gelistet. Damit gelten besondere Vorschriften für Ein- und Ausfuhr und den Handel dieser Tierart.

## Systematik
Beschrieben sind 4 Unterarten:
- Ahaetulla prasina prasina (Boie, 1827)
- Ahaetulla prasina medioxima Lazell, 2002 – Insel Shek Kwu Chau, Hongkong[6]
- Ahaetulla prasina preocularis (Taylor, 1922) – Philippinen inklusive Sulu-Archipel, Panay, Luzon
- Ahaetulla prasina suluensis Gaulke, 1994 – Philippinen, Sulu-Archipel